# Bitwa nad rzeką Sambrą
Bitwa nad rzeką Sambrą – bitwa stoczona w 54 p.n.e. w trakcie wojen galijskich.

## Przed bitwą
W wyniku klęski w bitwie pod Aduatucą zaledwie kilku żołnierzom rzymskim udało się zbiec z pola bitwy do wojsk Tytusa Labienusa. Powiadomony o klęsce swoich wojsk i śmierci Sabinusa oraz Cotty Cezar poprzysiągł zemstę na Ambioryksie. Okazją ku temu była wyprawa w rejon rzeki Sambry, gdzie w odległości 80 km od miejsca klęski Sabinusa, Galowie oblegli wojska generała Kwintusa Cycerona. Łącznie obóz Rzymian atakowało osiem plemion belgijskich (m.in. Eburonowie oraz Nerwiowie) w liczbie 6000 wojowników. Siły Cezara w liczbie 5 tys. piechoty oraz 2 tys. jazdy dotarły do obozu Cycerona po tygodniu. Pomimo wysokich strat, obrońcy nadal utrzymywali pozycje obronne. Gdy król Ambioryks dowiedział się o nadciąganiu wojsk Cezara, przerwał oblężenie i wyruszył w kierunku Rzymian. 

## Bitwa
Obie armie założyły obozy naprzeciwko siebie, oddzielone strumieniem. Rankiem jazda Galów zaatakowała silnie ufortyfikowany obóz rzymski, objeżdżając go w bezpiecznej odległości. Po przeanalizowaniu sił rzymskich piechota Galów rozpoczęła atak. Na drodze jednak stanął jej głęboki rów wokół fortyfikacji, który należało najpierw zasypać. W trakcie tej wielogodzinnej czynności na zaskoczonych Galów spadł atak rzymskiej piechoty oraz jazdy z obozu. Galowie zostali zmasakrowani, wielu z nich rzuciło się do ucieczki w kierunku pobliskiego lasu i bagien. Według Cezara Rzymianie nie stracili żadnego żołnierza. Królowi Ambioryksowi udało się uciec, a plemię Eburonów powróciło na swoje terytoria, mordując po drodze jeńców rzymskich schwytanych pod Aduatucą. Rzymianie stracili też znak XIV legionu – srebrnego orła.  